# Заичешти (Ботошани)
Заичешти (рум. Zăicești) насеље је у Румунији у округу Ботошани у општини Балушени. Oпштина се налази на надморској висини од 163 m.

## Становништво
Према подацима из 2002. године у насељу је живело 641 становника, од којих су сви румунске националности.